# Frédéric Laurent
Pour les articles homonymes, voir Laurent.
Ne pas confondre avec Alain de Benoist, qui utilisa le pseudonyme « Frédéric Laurent ».
Frédéric Laurent, né le 21 novembre 1975 à Cayenne en Guyane, est un footballeur français. Il évolue au poste de milieu offensif, au Tours FC et au Dijon FCO notamment.

## Biographie
Formé au FC Metz, Frédéric Laurent joue ses premiers matchs senior à l'US Forbach. Ne disposant que d'un faible tant de jeu, il rejoint alors le Tours FC. Après deux saisons et près de cent matchs joués avec les tourangeaux, il signe pour un autre club de CFA, le SO Romorantin. Il y passe deux saisons, vit une montée et inscrit seize buts, avant de rejoindre le Dijon FCO.
Il joue près de quarante matchs dès sa première saison et permet à son club de monter en Ligue 2. Laurent signe alors son premier contrat professionnel, d'une durée de trois ans. Après deux saisons pleines, la troisième est plus compliquée pour Laurent. En effet, du fait d'une blessure, il ne joue qu'un match lors de la première partie de saison. Après un essai, il s'engage alors dans un autre club de Ligue 2, les Chamois niortais,. Il ne prend part qu'à sept rencontres dans son nouveau club, et décide de partir à l'été.
Il signe alors en National, au Stade lavallois. Après avoir gagné sa place en début de saison, il se blesse gravement et est indisponible pendant plusieurs mois. L'entraîneur lavallois Philippe Hinschberger ne souhaite pas prendre le risque de le garder à l'issue de la saison. Frédéric Laurent est contraint de descendre d'une division et signe pour le FC Martigues, où il termine sa carrière en 2010.

## Statistiques
| Saison                | Club                  | Championnat           | Championnat | Championnat | Coupe nationale | Coupe nationale | Coupe de la Ligue | Coupe de la Ligue | Total | Total |
| Saison                | Club                  | Division              | M.          | B.          | M.              | B.              | M.                | B.                | M.    | B.    |
| 2004-2005             | Dijon FCO             | Ligue 2               | 31          | 7           | 0               | 0               | 3                 | 0                 | 34    | 7     |
| 2005-2006             | Dijon FCO             | Ligue 2               | 32          | 4           | 0               | 0               | 4                 | 1                 | 36    | 5     |
| 2006                  | Dijon FCO             | Ligue 2               | 1           | 0           | 0               | 0               | 0                 | 0                 | 1     | 0     |
| 2007                  | Chamois niortais      | Ligue 2               | 7           | 0           | -               | -               | -                 | -                 | 7     | 0     |
| Total sur la carrière | Total sur la carrière | Total sur la carrière | 71          | 11          | 2               | 0               | 7                 | 1                 | 80    | 12    |

## Palmarès
Il remporte avec le SO Romorantin le groupe C du CFA lors de la saison 2001-2002.
Deux saisons plus tard, en 2004, il participe à la montée du Dijon FCO de National à Ligue 2 en terminant 3e. La même année, il participe à la demi-finale de son club en Coupe de France, contre Châteauroux.